# Plasa Borșa

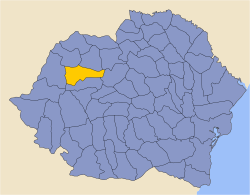
Judeţul Cluj interbelic în cadrul României Mari.

Plasa Borșa a fost o unitate administrativă în cadrul județului Cluj (interbelic). Reședința de plasă era localitatea Borșa.

## Demografie
Conform datelor recensământului din 1930 plasa număra 20.516 locuitori, dintre care 82,2% români, 14,3% maghiari, 2,1% țigani, 1,2% evrei ș.a. Sub aspect confesional populația era alcătuită din 80,6% greco-catolici, 13,9% reformați, 1,9% ortodocși, 1,6% romano-catolici, 1,2% mozaici ș.a.

## Materiale documentare

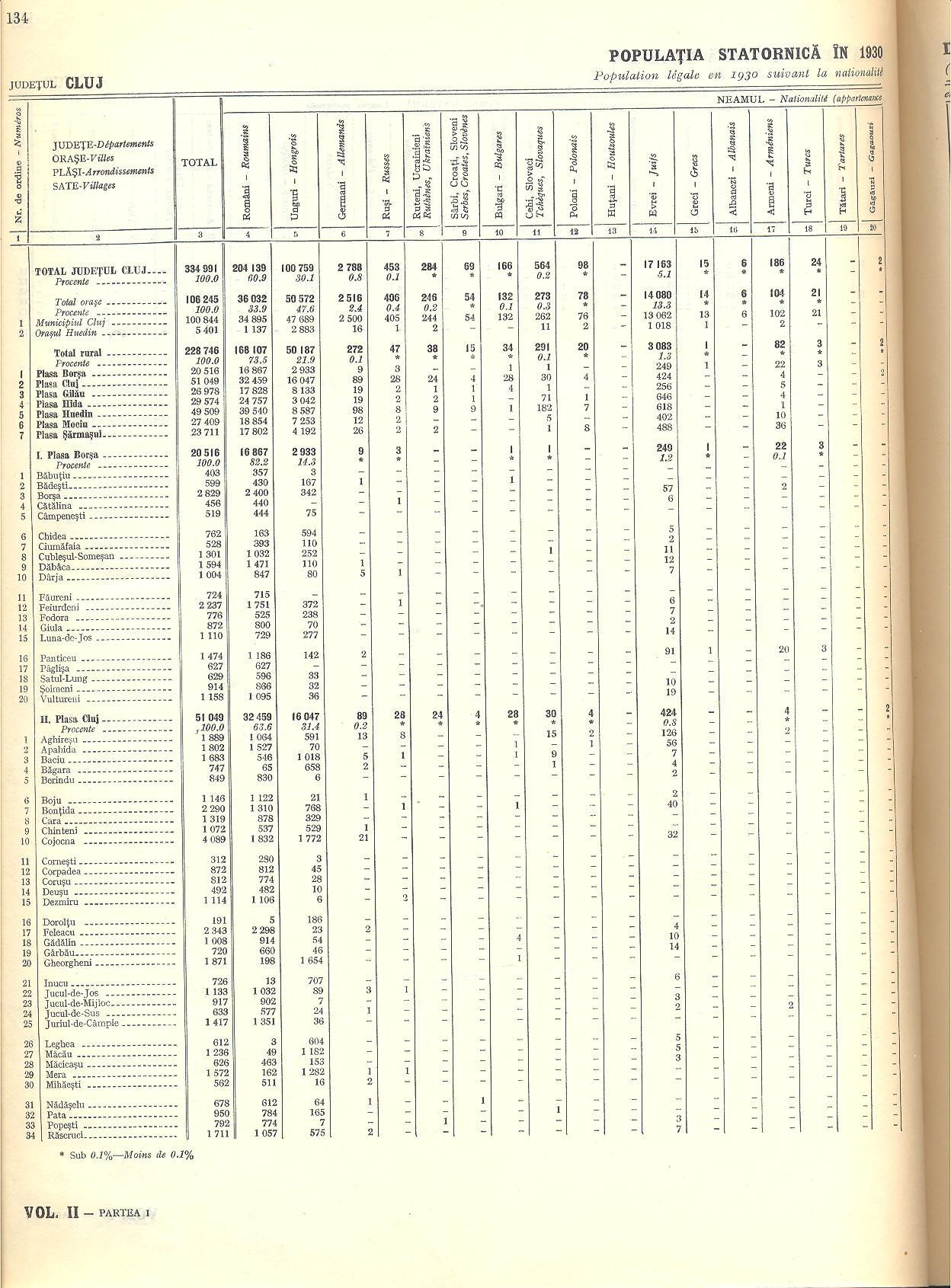
Populația plășii Borșa după etnie (1930)
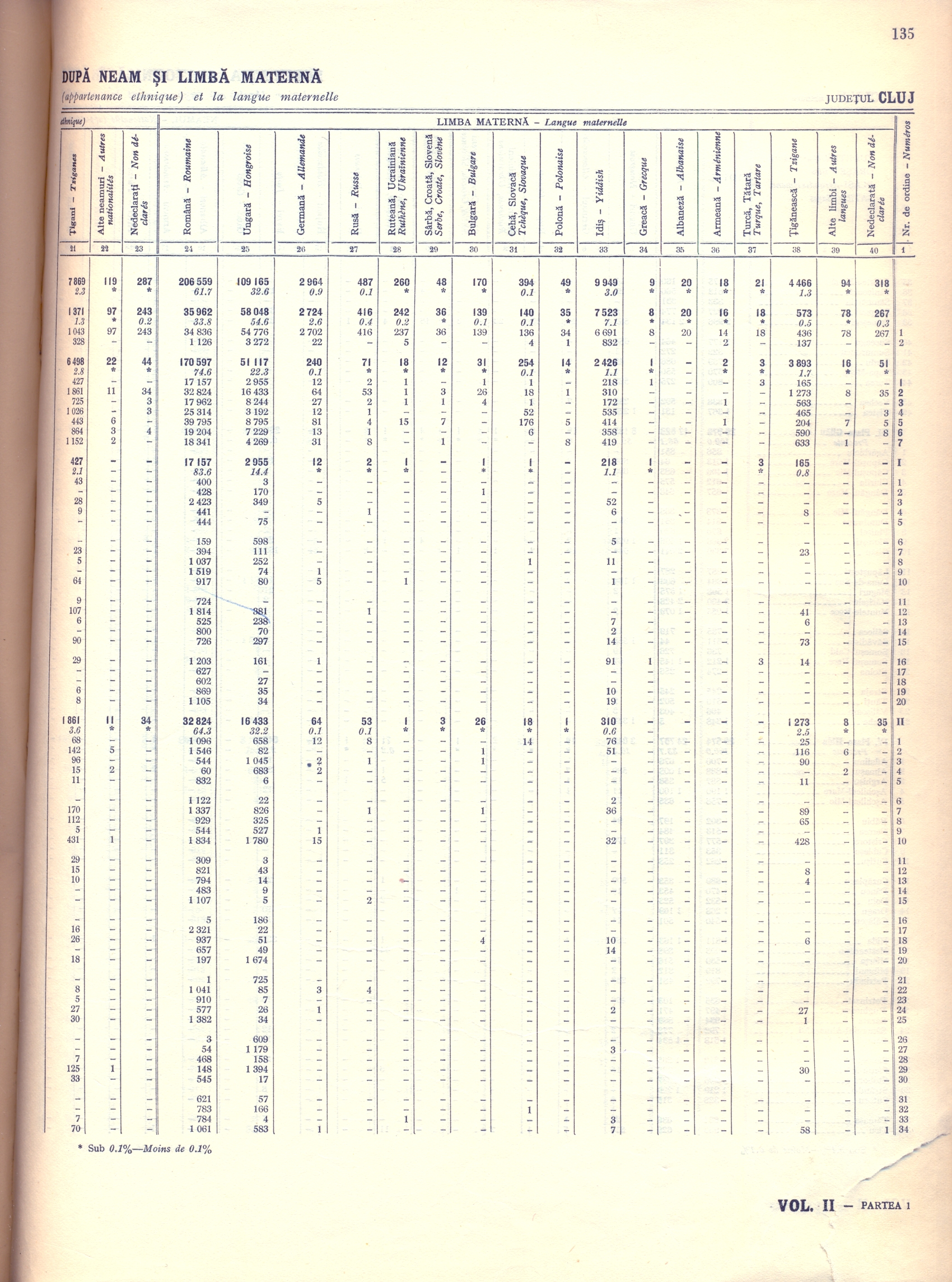
Populația plășii Borșa după etnie (1930)
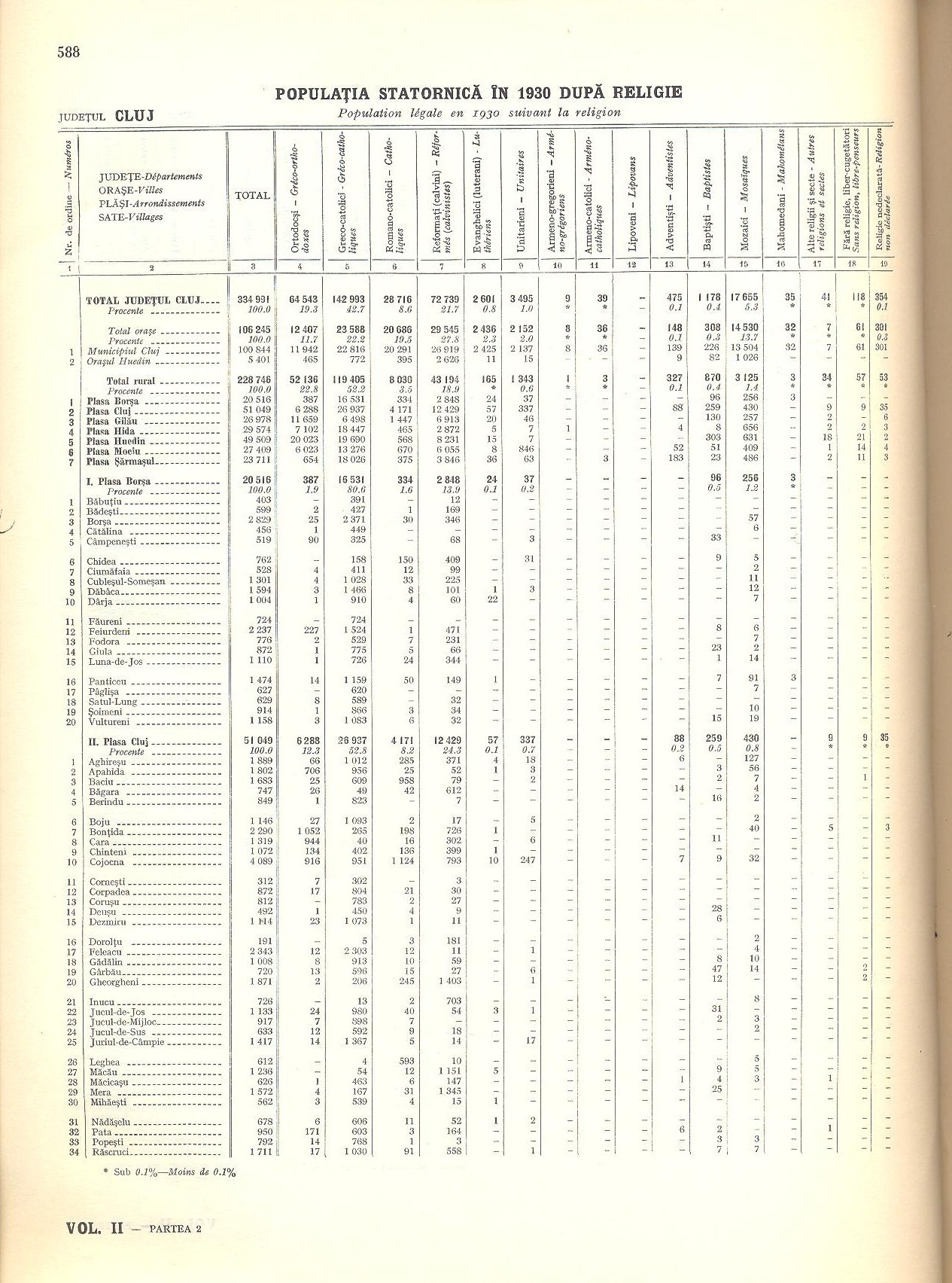
Populația plășii Borșa după religie (1930)